# Vittorio Lodovico d'Hallot Des Hayes
Vittorio Lodovico d’Hallot Des Hayes (Cavaglià, 1707 – Torino, 19 novembre 1790) è stato un politico e militare italiano, ufficiale veterano della guerra di successione polacca, dove combatte nella battaglia di Parma, tra il 1767 e il 1771 ricoprì la carica di Viceré di Sardegna e Capitano generale del Regno di Sardegna. Insignito del titolo di Cavaliere di Gran Croce dell'Ordine dei Santi Maurizio e Lazzaro e del Collare dell'Annunziata.

## Biografia
Nacque a Cavaglià nel 1707, figlio di Claudio, di origini francesi, e della contessa Teresa Gaud. Nel 1724 fu ammesso dal senato di Dorzano ad assistere alle sedute del comune, e nel gennaio 1728 ricevette l’investitura di alcuni territori di Asigliano, assegnategli dal testamento paterno.
Divenuto conte di Dorzano l’8 giugno 1733, in quello stesso anno fu nominato aiutante maggiore delle guardie dell’Armata Sarda. Promosso capitano, a partire dal 1734 partecipò alla guerra di successione polacca, durante la quale acquistò numerose imposte fondiarie messe in vendita dal regio governo sabaudo.
Gravemente ferito ad un ginocchio nel corso della battaglia di Parma, dovette lasciare la carriera militare, e come ricompensa il 18 ottobre 1736 fu nominato gentiluomo di camera di Sua Maestà Carlo Emanuele III.
Il 13 maggio 1747 fu insignito della Cavaliere di Gran Croce dell'Ordine dei Santi Maurizio e Lazzaro. Nell’estate 1765 fu incaricato dal sovrano di portare gli omaggio della corte sabauda a due principesse di passaggio nei territori piemontesi, Luigia Maria di Parma che si recava in Spagna per sposare il Principe delle Asturie, e l’Infanta Luigia che si recava a Innsbruck per sposare l’Arciduca Leopoldo d'Austria.
Il 16 maggio 1767 fu nominato Viceré, Luogotenente e Capitano generale di Sardegna, ricoprendo tale incarico fino al 1771. Durante il suo mandato per tre mesi percorse l’isola in lungo e in largo, incontrando le popolazioni da lui amministrate, e redigendo una dettagliata relazione del viaggio. Emanò un’amnistia per i condannati a meno di dieci anni di carcere ed ordinò il primo restauro complessivo del palazzo regio di Cagliari. 
Il 17 novembre 1780 fu insignito del Collare dell'Annunziata,  e si spense il 19 novembre 1790.
Nell’aprile 1741 aveva sposato a Torino Barbara Balegno, una volta rimasto vedovo, nel 1767 aveva sposato, sempre a Torino, Anna Maria de Condray d’Allinge, vedova del conte Stefano Martanaro di Viancino. Ebbe in totale nove figli: Claudio Gaspare Gaetano, Paolo Alberto, Maria Teresa, Teresa Barbara, Maria Agata, Maria Rosa, Prospero Gaetano, Luigi Vittorio e Marianna Agata.

### Annotazioni
1. ↑  Deceduto nel dicembre 1718.
2. ↑  Quando il Viceré des Hayes arrivò al Capo di sopra, il governatore della città gli offrì una canzone composta da Giacomo Carelli, mentre il gesuita novarese Francesco Gemelli gli dedicò il poemetto La felicità.

### Fonti
1. 1 2 3  Erriu 2012, p. 10.
2. 1 2 3  Erriu 2012, p. 11.
3. 1 2 3 4 5 6 7  Erriu 2012, p. 12.
4. 1 2 3 4  Erriu 2012, p. 13.
5. ↑  Erriu 2012, p. 15.
6. 1 2 3 4  Ilari, Shamà 2008, p. 276.
7. ↑  Manno 1835, p. 499.
8. ↑  Manno 1835, p. 498.
9. ↑  Marocco 1860, p. 62.
10. 1 2  R. Poddine Rattu, Biografia dei viceré sabaudi del Regno di Sardegna (1720-1848), Edizioni della Torre, Cagliari 2005.